# Juan Camilo Salazar
Juan Camilo Salazar Hinestrosa (Zarzal, 29 giugno 1997) è un calciatore colombiano, centrocampista del Changchun Yatai.

## Caratteristiche tecniche
È un trequartista.

## Carriera
Cresciuto nel settore giovanile del Millonarios, ha esordito in prima squadra il 25 febbraio 2018 disputando l'incontro di Categoría Primera A perso 2-0 contro il Deportivo Cali.
Il 31 gennaio 2019 è stato acquistato dal San Lorenzo.

## Statistiche
Statistiche aggiornate al 3 febbraio 2019.

### Presenze e reti nei club
| Stagione        | Squadra         | Campionato      | Campionato | Campionato | Coppe nazionali | Coppe nazionali | Coppe nazionali | Coppe continentali | Coppe continentali | Coppe continentali | Altre coppe | Altre coppe | Altre coppe | Totale | Totale | Totale |
| Stagione        | Squadra         | Comp            | Pres       | Reti       | Comp            | Pres            | Reti            | Comp               | Pres               | Reti               | Comp        | Pres        | Reti        | Pres   | Reti   |        |
| --------------- | --------------- | --------------- | ---------- | ---------- | --------------- | --------------- | --------------- | ------------------ | ------------------ | ------------------ | ----------- | ----------- | ----------- | ------ | ------ | ------ |
| 2018            | Millonarios     | A               | 26         | 1          | CC              | 5               | 2               | CS                 | 4                  | 0                  |             | -           | -           | 35     | 3      |        |
| 2019            | Millonarios     | A               | 1          | 0          | CC              | 0               | 0               | CL                 | 4                  | 0                  |             | -           | -           | 5      | 0      |        |
| Totale carriera | Totale carriera | Totale carriera | 27         | 1          |                 | 5               | 2               |                    | 8                  | 0                  |             | -           | -           | 40     | 3      |        |